# Cofana eburnea
Cofana eburnea  (лат.) — вид прыгающих насекомых рода Cofana из семейства цикадок (Cicadellidae). Юго-Восточная Азия (Индонезия, Малайзия, Филиппины). Жёлтовато-коричневые цикадки. Между оцеллиями расположено чёрное пятно. Переднее крыло с базально открытой антероапикальной ячейкой. От большинства других представителей рода отличаются головой, чья ширина меньше чем ширина пронотума. Питаются соками растений.